# Tomaž Žemva
Tomaž Žemva (* 18. August 1973 in Pokljuka) ist ein früherer slowenischer Biathlet.
Tomaž Žemva lebt in Zgornje Gorje und arbeitet als Ausbilder bei der Armee. Der gelernte Maschinenbauer startete für ŠD Gorje und begann 1989 mit dem Biathlonsport, nachdem er zuvor wie sein Großvater Lovro Žemva Skilangläufer war. 1994 wurde er Biathlon-Profi. Dreimal nahm er an Junioren-Weltmeisterschaften teil. Zum Auftakt der Saison 1993/94 bestritt er in Bad Gastein seine ersten Rennen im Biathlon-Weltcup. Im Einzel wurde er 96., im Sprint 54. Es dauerte bis 1994, dass Žemva in Bad Gastein als 19. eines Einzels zum ersten und einzigen Mal in die Punkteränge laufen konnte. Erstes Großereignis wurden die Biathlon-Weltmeisterschaften 1995 in Antholz, bei denen der Slowene als Schlussläufer mit Janez Ožbolt, Boštjan Lekan und Tomaž Globočnik 14. im Staffelrennen wurde. 1997 wurde er in Osrblie 77. des Einzels, 71. des Sprints und mit Jože Poklukar, Globočnik und Ožbolt Fünftplatzierter im Mannschaftswettbewerb. Mit Jože Poklukar, Ožbolt und Matjaž Poklukar schaffte er zudem 1997 bei einem Staffelrennen in Nagano bei den vorolympischen Wettbewerben mit Rang drei seine einzige Podiumsplatzierung im Weltcup. Zum Karrierehöhepunkt wurden die Olympischen Winterspiele 1998 von Nagano. Bei den Wettkämpfen in Nozawa Onsen kam Žemva im Einzel auf den 61. Platz und im Sprint auf den 42. Rang. Letztes Großereignis wurden die Biathlon-Weltmeisterschaften 2000 in Lahti, wo der Slowene mit Ožbolt, Globočnik und Marko Dolenc 14. wurde. Danach kam er sporadisch noch im Skilanglauf zum Einsatz. 2005 in Predeal und 2006 in Andermatt nahm er bei den 15-Kilometer-Freistilrennen der Militär-Skiweltmeisterschaften teil und belegte die Plätze 35 und 42.

## Biathlon-Weltcup-Platzierungen
Die Tabelle zeigt alle Platzierungen (je nach Austragungsjahr einschließlich Olympische Spiele und Weltmeisterschaften).
- 1.–3. Platz: Anzahl der Podiumsplatzierungen
- Top 10: Anzahl der Platzierungen unter den ersten zehn (einschließlich Podium)
- Punkteränge: Anzahl der Platzierungen innerhalb der Punkteränge (einschließlich Podium und Top 10)
- Starts: Anzahl gelaufener Rennen in der jeweiligen Disziplin
- Staffel: inklusive Mixed-Staffel

| Platzierung                                              | Einzel | Sprint | Verfolgung | Massenstart | Team | Staffel | Gesamt |
| -------------------------------------------------------- | ------ | ------ | ---------- | ----------- | ---- | ------- | ------ |
| 1. Platz                                                 |        |        |            |             |      |         |        |
| 2. Platz                                                 |        |        |            |             |      |         |        |
| 3. Platz                                                 |        |        |            |             |      | 1       | 1      |
| Top 10                                                   |        |        |            |             | 1    | 3       | 4      |
| Punkteränge                                              | 1      |        |            |             | 1    | 5       | 7      |
| Starts                                                   | 25     | 32     | 3          |             | 1    | 5       | 66     |
| Stand: Karriereende, Daten möglicherweise nicht komplett |        |        |            |             |      |         |        |

## Belege
1. 1 2  oder in Kranj

| Personendaten    | Personendaten         |
| ---------------- | --------------------- |
| NAME             | Žemva, Tomaž          |
| KURZBESCHREIBUNG | slowenischer Biathlet |
| GEBURTSDATUM     | 18. August 1973       |
| GEBURTSORT       | Pokljuka oder Kranj   |